# كاميلي دياز
كاميلي دياز هي متزحلقة سويسرية، ولدت في 28 أغسطس 1996 في Leysin ‏ في سويسرا.

## وصلات خارجية
- كاميلي دياز على موقع الاتحاد الدولي للتزلج (التزلج على المنحدرات الثلجية) (الإنجليزية)
- كاميلي دياز على موقع أوليمبيديا (الإنجليزية)